# Guaranty Building
Il Guaranty Building, precedentemente chiamato Prudential Building, è un grattacielo di Buffalo, New York. Fu progettato da Louis Sullivan e Dankmar Adler e completato nel 1896. L'edificio è stato dichiarato un monumento storico nazionale ed è situato all'interno del Joseph Ellicott Historic District.

## Storia

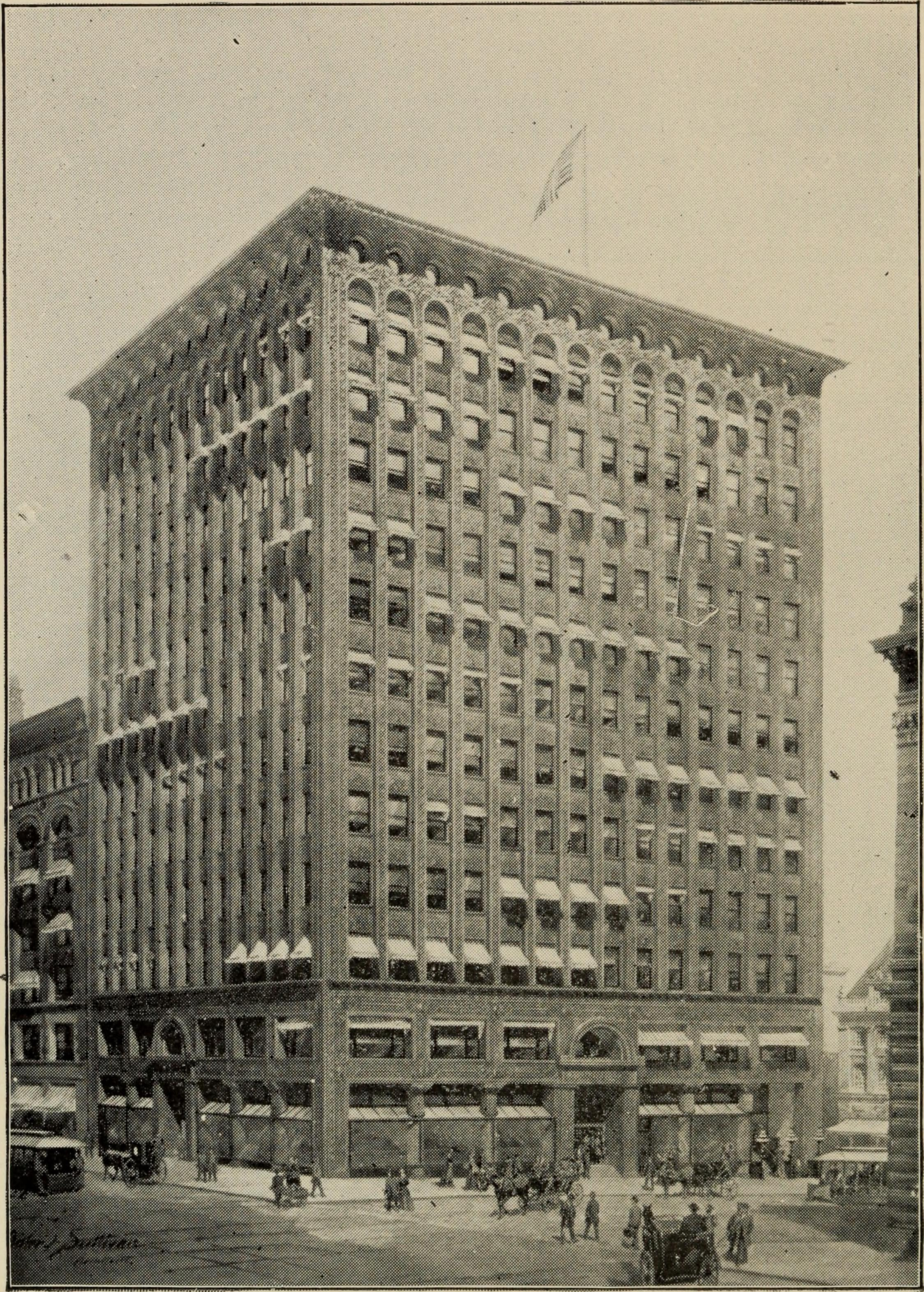
Guaranty Building, 1896

L'edificio di 13 piani, alto 51 metri, fu ideato dall'imprenditore di Buffalo Hascal T. Taylor. Egli intendeva costruire un edificio per uffici chiamato "The Taylor Building" nel quartiere in sviluppo del centro città. Il sito scelto da Taylor era strategicamente situato accanto all'allora edificio municipale della contea e della città e vicino a un certo numero di strutture istituzionali. L'intenzione era di attirare inquilini di alta qualità, come gli avvocati, attraverso la vicinanza, i servizi utili e il design accattivante di un architetto d'avanguardia come Sullivan. La Guaranty Construction Company fu incaricata di costruire l'edificio. Sfortunatamente, Hascal Taylor morì mentre il progetto era in fase di costruzione, il che portò la Guaranty a decidere di portare avanti il progetto da sola.
Tuttavia, l'edificio Guaranty non era solo tra i principali progetti di costruzione privata a Buffalo in quel momento. A due isolati di distanza, l'Ellicott Square Building veniva costruito per essere l'edificio commerciale più grande del mondo. Questa struttura, ancora esistente oggi, mostra un'esplorazione alternativa delle possibilità della nuova architettura urbana commerciale di Charles B. Atwood e Daniel Burnham.
Sebbene tentativi precedenti avessero sfruttato la potenza delle vicine Cascate del Niagara, fu solo dopo la costruzione dell'edificio Guaranty nel 1896 che l'energia fu inviata a Buffalo, illuminando la città con l'idroelettricità.
L'ascesa dell'edilizia di Buffalo fu influenzata dalla politica. Mentre il Guaranty veniva progettato, Grover Cleveland fu rieletto 22° presidente degli Stati Uniti. Ex sceriffo della contea di Erie, Cleveland era rapidamente salito da sindaco di Buffalo a governatore di New York e poi alla presidenza in soli cinque anni. La sua piattaforma di riforma contro le macchine politiche consolidate, il bossismo e il clientelismo era disperatamente necessaria, soprattutto nei principali centri urbani come New York e Chicago. Le politiche fiscali di Cleveland avevano portato alla sua perdita della presidenza nel 1888, ma i risultati del mandato provvisorio di Benjamin Harrison lo riportarono all'incarico nel 1892. Il panico del 1893, che alla fine distrusse la società di Adler & Sullivan, non solo aveva distrutto il primo mandato presidenziale di Cleveland, ma aveva anche portato al suo ritorno in carica e all'ultimo incarico di Adler & Sullivan a Buffalo.

## Design

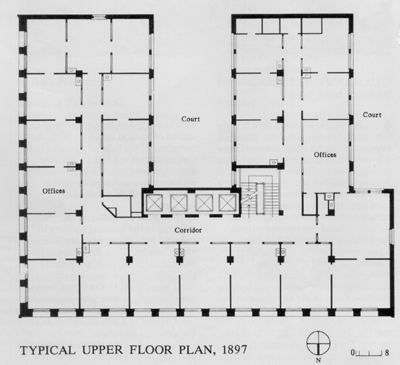
Pianta tipica

Come molti edifici della Scuola di Chicago, l'edificio Guaranty ha una pianta a U in modo che ogni ufficio possa avere luce e aria fresca. La parte interna della "U" è rivolta a sud. "Per aumentare la quantità di luce all'interno, il vano scale e la fessura luminosa rivolta al cortile interno sono stati rivestiti con terracotta bianca smaltata, più costosa delle normali piastrelle". Gli ascensori e le scale erano racchiusi non da pareti, ma da gabbie metalliche che permettevano la luce nei corridoi.
Il progetto di Sullivan per l'edificio si basava sulla sua convinzione che "la forma segue la funzione". Lui e Adler divisero l'edificio in quattro zone: 0) Il seminterrato contenente l'area meccanica e dei servizi; 1) I livelli inferiori che erano aree pubbliche per negozi rivolti verso la strada, ingressi pubblici e lobby; 2) I piani degli uffici con celle identiche raggruppate attorno agli ascensori; e 4) La soffitta composta da attrezzature per ascensori, servizi e serbatoi d'acqua.
La struttura portante in acciaio dell'edificio era decorata con blocchi di terracotta. Diversi stili di blocchi delimitavano le tre zone visibili dell'edificio. Scrivendo nei suoi Kindergarten Chats, Sullivan disse che un edificio alto "deve essere ogni centimetro una cosa orgogliosa e svettante, sorgendo in pura esultanza, dal basso alla cima, come un'unità senza una singola linea dissidente".

## Decorazione

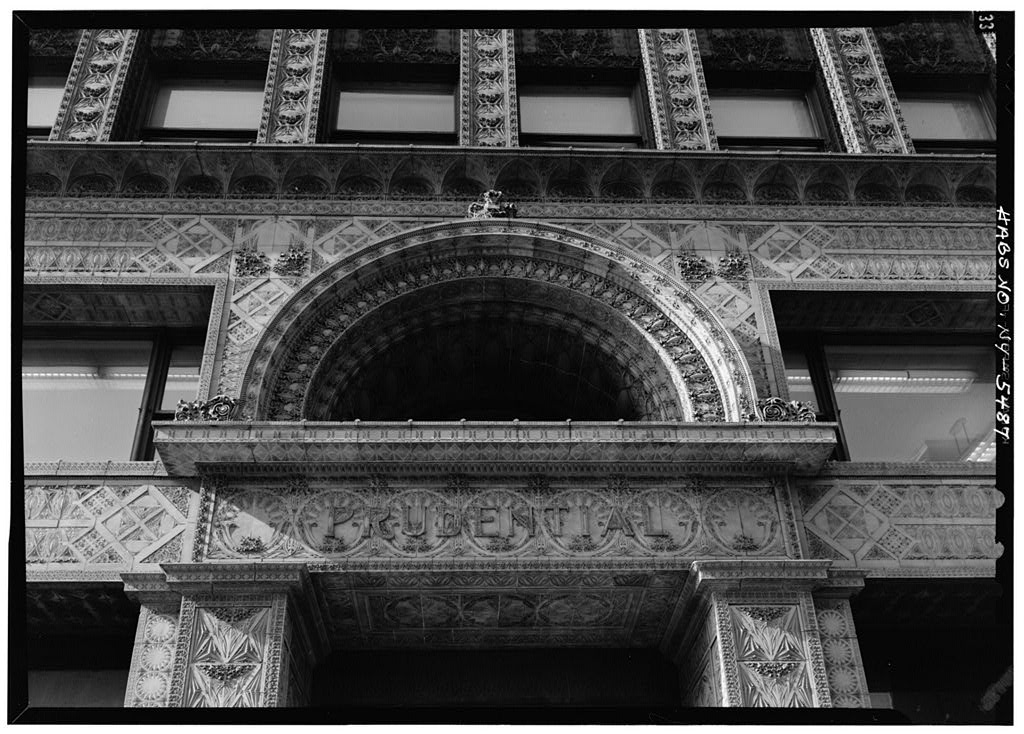
Dettaglio della decorazione all'entrata

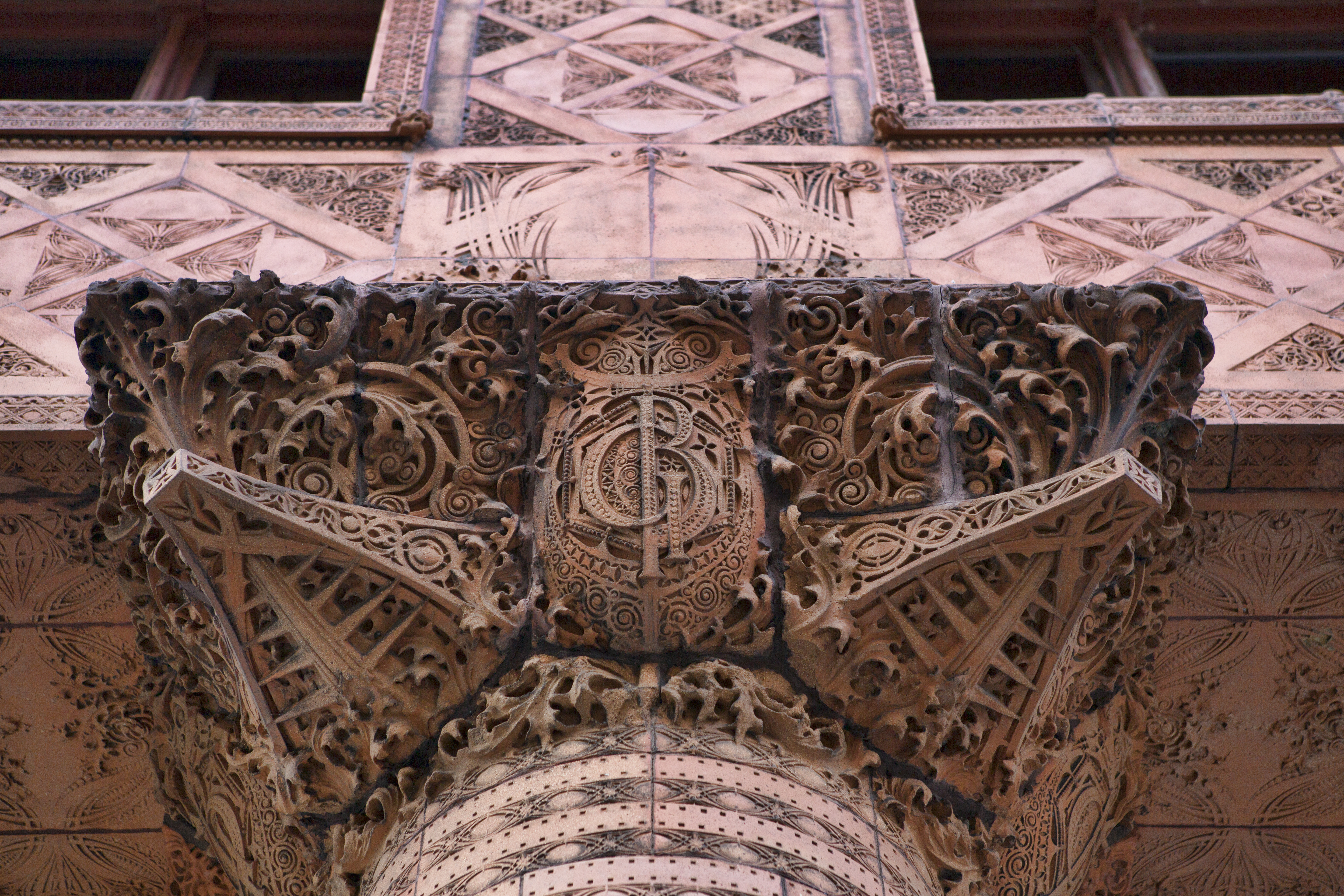
Decorazione su un capitello

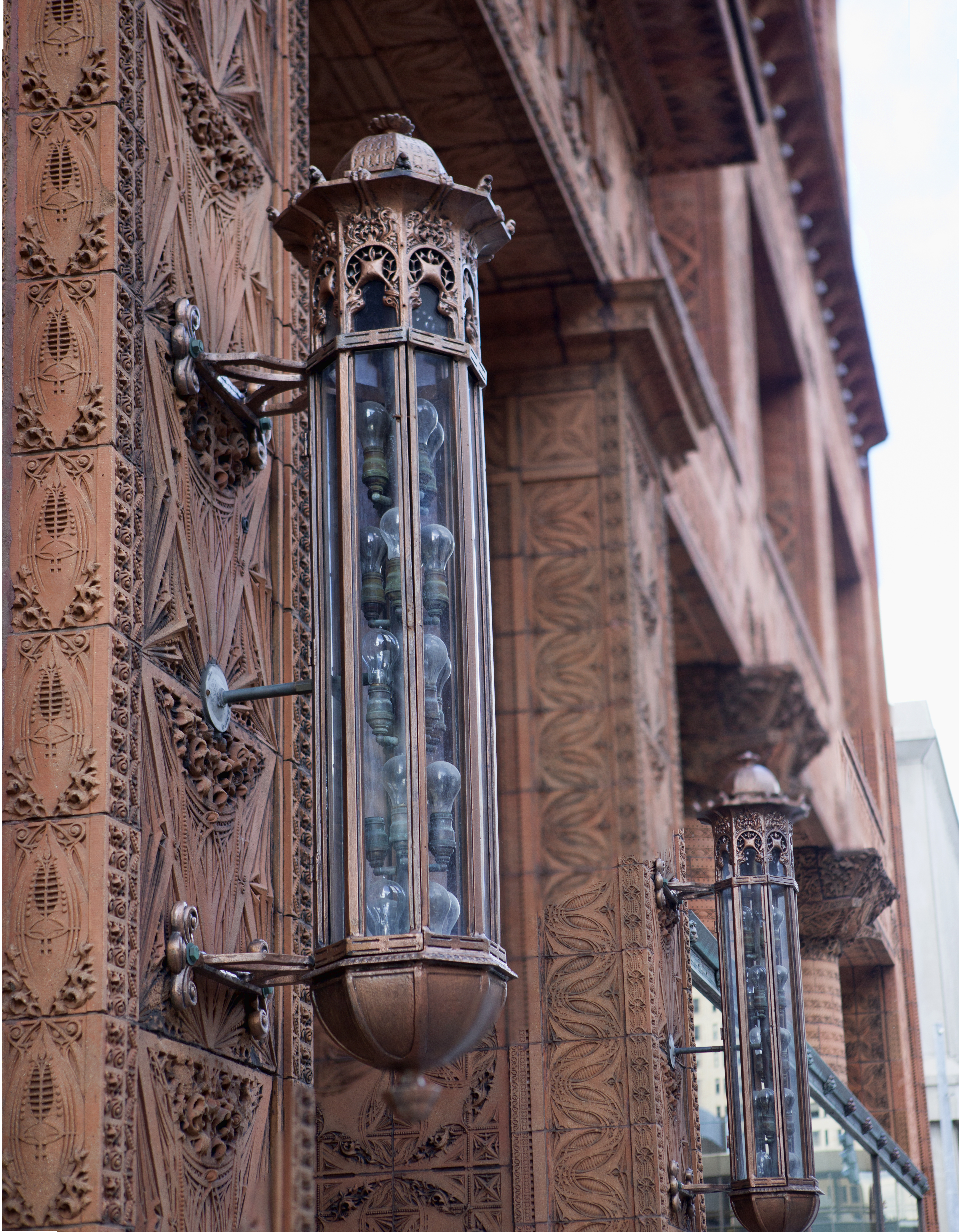
Luci esterne

Sebbene Sullivan disse ai suoi colleghi architetti che "dovremmo astenerci completamente dall'uso dell'ornamento per un periodo di anni", paradossalmente conferì all'edificio Guaranty un ricco programma di ornamenti floreali in terracotta. Tom Beeby descrisse Sullivan come l'"alto sacerdote dell'ornamento naturale controllato".
L'ornamento di Sullivan, inconfondibilmente originale, è oggetto di molti studi. Vincent Scully analizzò l'ornamento dell'edificio Guaranty e trovò che "un dramma fisico di compressione, tensione e continuità verticale viene reso fisicamente manifesto all'osservatore". Allo stesso modo, William J.R. Curtis scrisse che il Guaranty esprimeva "l'idea di un edificio alto come un organismo vivente, il cui peso, pressione, tensione e resistenza potrebbero essere sperimentati attraverso l'empatia in un modo diretto, quasi fisico".
Paul Edward Sprague scoprì che l'edificio Guaranty indicava l'evoluzione di Sullivan come artista: "Dal 1885 al 1889 l'ornamento di Sullivan perse gran parte della sua precedente razionalità e divenne più sofisticato e lussureggiante". Inoltre, sosteneva che l'ornamento di Sullivan fosse influenzato da quello di Frank Furness.
L'edificio Guaranty e il precedente Wainwright Building condividono molte caratteristiche: semplicità di forma, somiglianza di pianta e ricchezza di dettagli. Tuttavia, si dice che il Guaranty sia una radicale partenza dal Wainwright perché l'espressione "della sottostante costruzione in acciaio dietro le piastrelle di terracotta rossa è più evidente qui che nel Wainwright".
Similmente, David Van Zanten trovò che l'ornamento del Wainwright Building svolgeva un "ruolo tradizionale, sebbene eccezionalmente vistoso, nel suo design" rispetto al Guaranty.